# Live Heroes
Live Heroes è un album live di Nico registrato ad Amsterdam, Paesi Bassi nel 5 ottobre 1982 e pubblicato nel 1986.

## Tracce
1. Heroes – 8:19
2. Procession – 4:45
3. My Funny Valentine – 4:07
4. All Tomorrow's Parties – 5:28
5. Valley of the Kings – 3:10
6. Femme Fatale – 3:07
7. The End – 9:51

## Formazione
- Nico - voce, armonium
- Martin Bramah - chitarra, coro
- Rick Goldstraw - chitarra
- Una Baines - tastiera
- Steve Garvey - basso, coro
- Toby Toman - batteria